# Drycothaea truncatipennis
Drycothaea truncatipennis es una especie de escarabajo longicornio del género Drycothaea, familia Cerambycidae. Fue descrita científicamente por Tavakilian en 1997.
Habita en Brasil. Los machos y las hembras miden aproximadamente 9 mm. El período de vuelo de esta especie ocurre en el mes de enero.